# DELAG

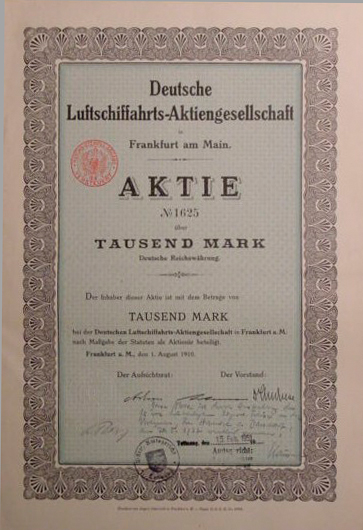
DELAG-Aktie, 1910

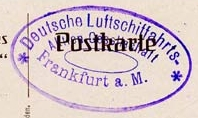
DELAG-Ovalstempel, 1910

Die DELAG, die Deutsche Luftschiffahrts-Aktiengesellschaft, war die erste Fluggesellschaft der Welt. Sie wurde am 16. November 1909 mit staatlicher Unterstützung gegründet und betrieb die von der Luftschiffbau Zeppelin GmbH gebauten Verkehrsluftschiffe. Sitz der Gesellschaft war Frankfurt am Main.

## Geschichte
Gegründet wurde die DELAG maßgeblich durch Alfred Colsman. Dieser war in Personalunion der Generaldirektor des LZ-Konzerns, einem Firmengeflecht rund um die Luftschiffbau Zeppelin GmbH aus Friedrichshafen. Weiterhin waren Hugo Eckener als Prokurist und der Frankfurter Oberbürgermeister Franz Adickes beteiligt. Das Gründungskapital betrug drei Millionen Mark. Der Großteil davon (2.600.000 Mark) wurde von Großstädten unter Führung von Adickes (Frankfurt am Main) und Wilhelm Marx (Düsseldorf) eingebracht. Die restlichen 400.000 Mark in Form von Luftschiffen stammten von der Luftschiffbau Zeppelin GmbH.
Im Jahr 1910 sollte mit dem Starrluftschiff LZ 7 „Deutschland“ der Passagierbetrieb von Frankfurt nach Oos bei Baden-Baden und Düsseldorf aufgenommen werden. Das Luftschiff „Deutschland“ wurde jedoch neun Tage nach der Jungfernfahrt am 28. Juni 1910 im Teutoburger Wald in einem Unwettergebiet von einem Windstoß gepackt, in Bäume gedrückt und dabei soweit beschädigt, dass es abgewrackt werden musste. Als Ersatz wurde das LZ 8 „Deutschland“ aus den noch verwendbaren Teilen gebaut, welches 1911 durch eine Bö zerstört wurde. 1911 wurde ebenfalls das bis dahin erfolgreichste Starrluftschiff der DELAG LZ 10 „Schwaben“ eingeführt. Um das Wohl der Passagiere der Schwaben kümmerte man sich in einer holzgetäfelten Passagiergondel mit feinen Speisen und korrespondierenden Weinen.
Schon 1913 war ein Verkehrsnetz zwischen Düsseldorf, Oos, Berlin-Johannisthal, Gotha, Frankfurt am Main, Hamburg, Dresden und Leipzig entstanden. Der Erste Weltkrieg verhinderte jedoch den geplanten Anschluss europäischer Hauptstädte.
Im Juli 1914, einen Monat vor dem Beginn des Ersten Weltkriegs, hatten die kommerziellen Starrluftschiffe der DELAG insgesamt 34.028 Passagiere auf 1.588 Fahrten transportiert und in 3.176 Flugstunden eine Strecke von 172.535 km zurückgelegt.
Die Starrluftschiffe LZ 11, LZ 13 und LZ 17 wurden im Ersten Weltkrieg an das deutsche Heer abgegeben.
Mit den Starrluftschiffen LZ 120 „Bodensee“ und LZ 121 „Nordstern“ wollte die DELAG nach dem Ersten Weltkrieg ab 1919 die Städte in Europa miteinander verbinden. LZ 120 fuhr bereits im Liniendienst zwischen Friedrichshafen und Berlin-Staaken, teilweise mit Zwischenlandung in München. Beide Schiffe mussten jedoch 1921 an die Sieger des Ersten Weltkrieges als Reparation abgegeben werden.
- LZ 120 musste an Italien abgegeben werden, wo es den Namen „Esperia“ erhielt.
- LZ 121 musste an Frankreich übergeben werden, wo es den Namen „Méditerranée“ erhielt.

Mit dem LZ 127 „Graf Zeppelin“ betrieb die DELAG ab September 1928 das wohl erfolgreichste Starrluftschiff überhaupt. Dieses ermöglichte erstmals eine regelmäßige nonstop Transatlantik-Flugverbindung, noch bevor Flugzeuge dazu in der Lage waren. LZ 127 war aber auch das letzte Starrluftschiff im Dienst der DELAG.
Im Jahr 1935 wurde die Deutsche Zeppelin-Reederei GmbH (DZR) gegründet. Bei der Gründung wurden die Starrluftschiffe LZ 127 und das Starrluftschiff LZ 129 „Hindenburg“, welches zu diesem Zeitpunkt noch nicht fertiggestellt war, als Startkapital eingebracht. Die DZR sollte mit staatlicher Beteiligung als Fahrgesellschaft für Luftschiffe dienen.
Am 15. August 2001 wurde erneut eine Firma mit dem Namen Deutsche Zeppelin-Reederei GmbH gegründet. Diese ist bis heute eine vollständige Tochter der Zeppelin Luftschifftechnik GmbH & Co KG (ZLT) und betreibt die Zeppelin-NT-Luftschiffe.

## Luftschiffe der DELAG
Vor dem Ersten Weltkrieg:
- LZ 6
- LZ 7 „Deutschland“

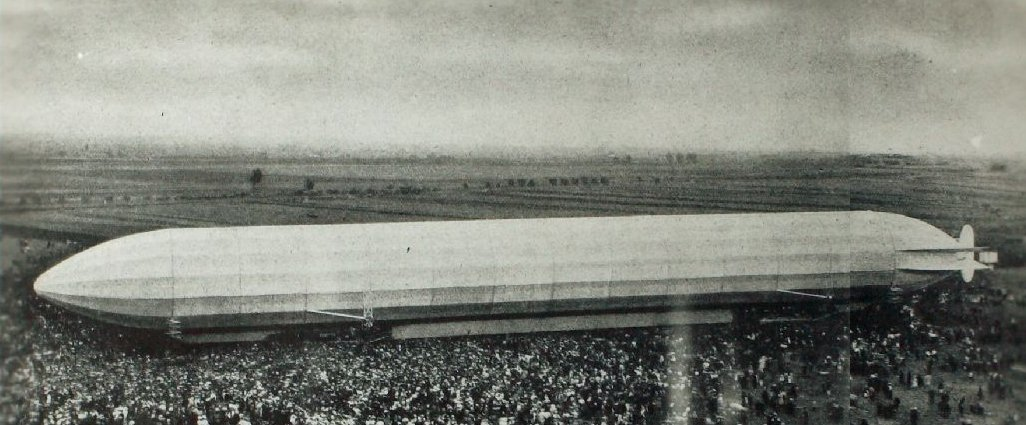
Luftschiff LZ 6

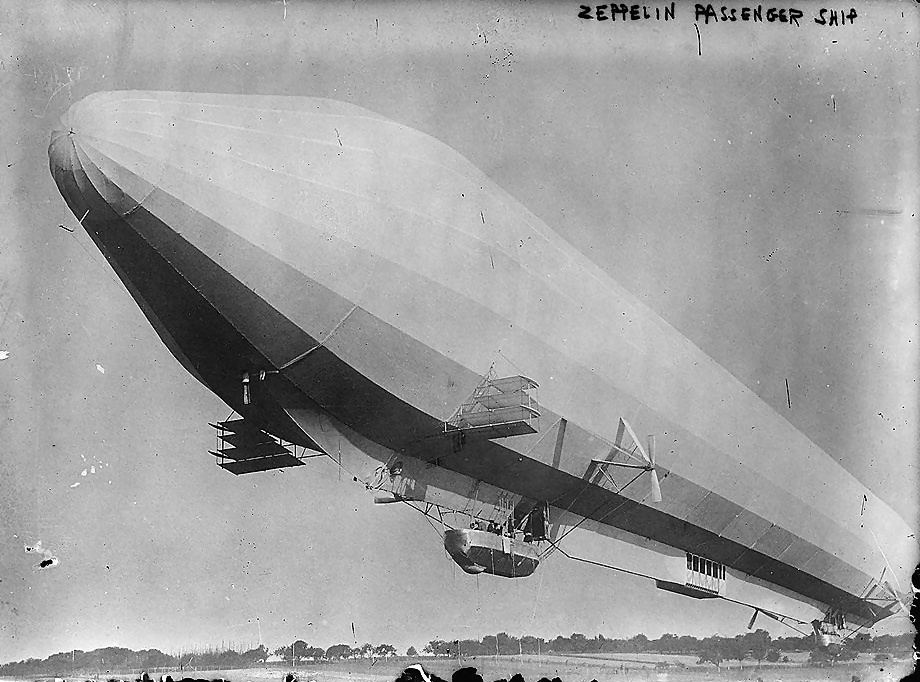
Luftschiff LZ 7 „Deutschland“

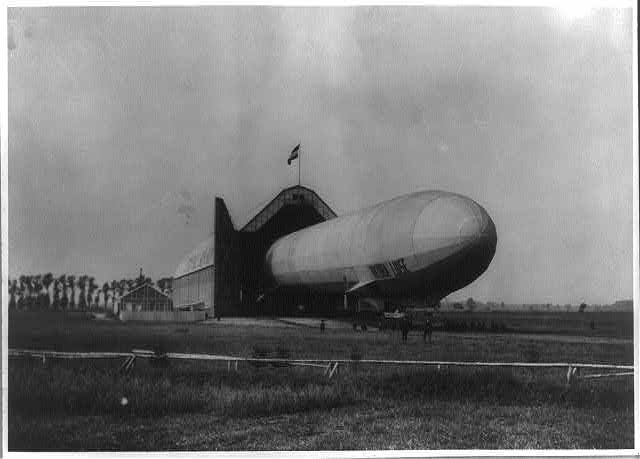
Luftschiff LZ 11 „Viktoria Luise“

- LZ 8 „Deutschland“ (Ersatz für LZ 7)
- LZ 10 „Schwaben“
- LZ 11 „Viktoria Luise“
- LZ 13 „Hansa“
- LZ 17 „Sachsen“

Nach dem Ersten Weltkrieg:
- LZ 120 „Bodensee“
- LZ 121 „Nordstern“
- LZ 127 „Graf Zeppelin“